# Einarhelmins stilifera
Einarhelmins stilifera is een platworm (Platyhelminthes). De worm is tweeslachtig. De soort leeft in het zoute water.
Het geslacht Einarhelmins, waarin de platworm wordt geplaatst, wordt tot de familie Cylindrostomidae gerekend. De wetenschappelijke naam van de soort werd voor het eerst geldig gepubliceerd in 1955 door Westblad.